# 1464

سنة 1464 كانت سنة كبيسة تبدأ يوم الأحد (سوف يظهر الرابط التقويم الكامل للعام) حسب التقويم اليولياني.

## مواليد
- واينا كاباك

## وفيات
- روجير فان در فايدن

أغسطس
- 1 كوزيمو دي ميديشي (74) أول حاكم لفلورنسا.
- 18 بيوس الثاني (58) أحد بابوات الكنيسة الكاثوليكية.